# مارك باور
مارك باور (23 يناير 1980 ببرادفورد في المملكة المتحدة - ) (بالإنجليزية: Mark Bower)‏ هو مدرب كرة قدم ولاعب كرة قدم بريطاني في مركز الدفاع. لعب مع برادفورد سيتي ونادي لوتون تاون ونادي يورك سيتي ونادي جيزيلي ‏ وإف سي هاليفاكس تاون ودارلينجتون إف سى.

## وصلات خارجية
- مارك باور على موقع قاعدة بيانات كرة القدم.إي يو (الإنجليزية)
- مارك باور على موقع Soccerbase.com (لاعب) (الإنجليزية)
- مارك باور على موقع Soccerway.com (الإنجليزية)